# Lịch sử của Manchester United F.C. (1878–1945)
Câu lạc bộ bóng đá Manchester United có một lịch sử gắn liền với ngành đường sắt nước Anh, được ra đời từ một đội bóng thuộc ngành đường sắt với tên gọi ban đầu là Piccaldilly Station ở Hạt Lancashire & Yorksshire, thành Manhchester. Đây là một nhà ga lớn nhất phố Manchester, những người trong ngành đường sắt nói chung và từng làm việc ở nhà ga Piccadilly Station nói riêng ngày nay rất tự hào về đội bóng của mình đã sản sinh ra một CLB bóng đá nổi tiếng và giàu có nhất thế giới dưới cái tên Manchester United, hay Man Utd, hoặc chỉ cần nói United là cả thế giới đều biết đến.
Những chàng trai xứ sở Carriage & Yorkshire tại Piccadilly Station thuộc trung tâm thể thao Newton Heath chơi bóng dưới nhiều tên gọi khác nhau như đội Toa Xe Lửa, đội Vận chuyền Đường sắt… Vào năm 1878, các nhân viên nhà ga vốn là những người chăm chỉ, gan dạ đã thành lập một đội bóng hùng mạnh với tên gọi Newton Heath LYR và họ chọn một bãi chứa toa xe gần nhà ga ở đường North road để làm sân nhà. Đầu tiên, các cầu thủ thi đấu với các đội ngành khác hoặc với các đối thủ thuộc công ty đường sắt khác. Khi giải bóng đá vô địch quốc gia Anh được thành lập vào năm 1888, Newton Heath tự cảm thấy không đủ mạnh để cạnh tranh với các cầu thủ của Preston North và Blackburn, nhưng tiếng tăm của họ ngày càng tăng và chỉ trong vòng 4 năm họ đã gia nhập vào thành phần các đội bóng mạnh. Họ cũng trải qua nhiều thăng trầm và có lúc gần như giải thể, nhưng cuối cùng vào năm 1902 họ đã hồi sinh dưới tên gọi CLB bóng đá Manchester United, một cái tên mà ngày nay được cả thế giới ngưỡng mộ.

## Tổng quan Những Năm Tháng Đầu Tiên: 1878-1909

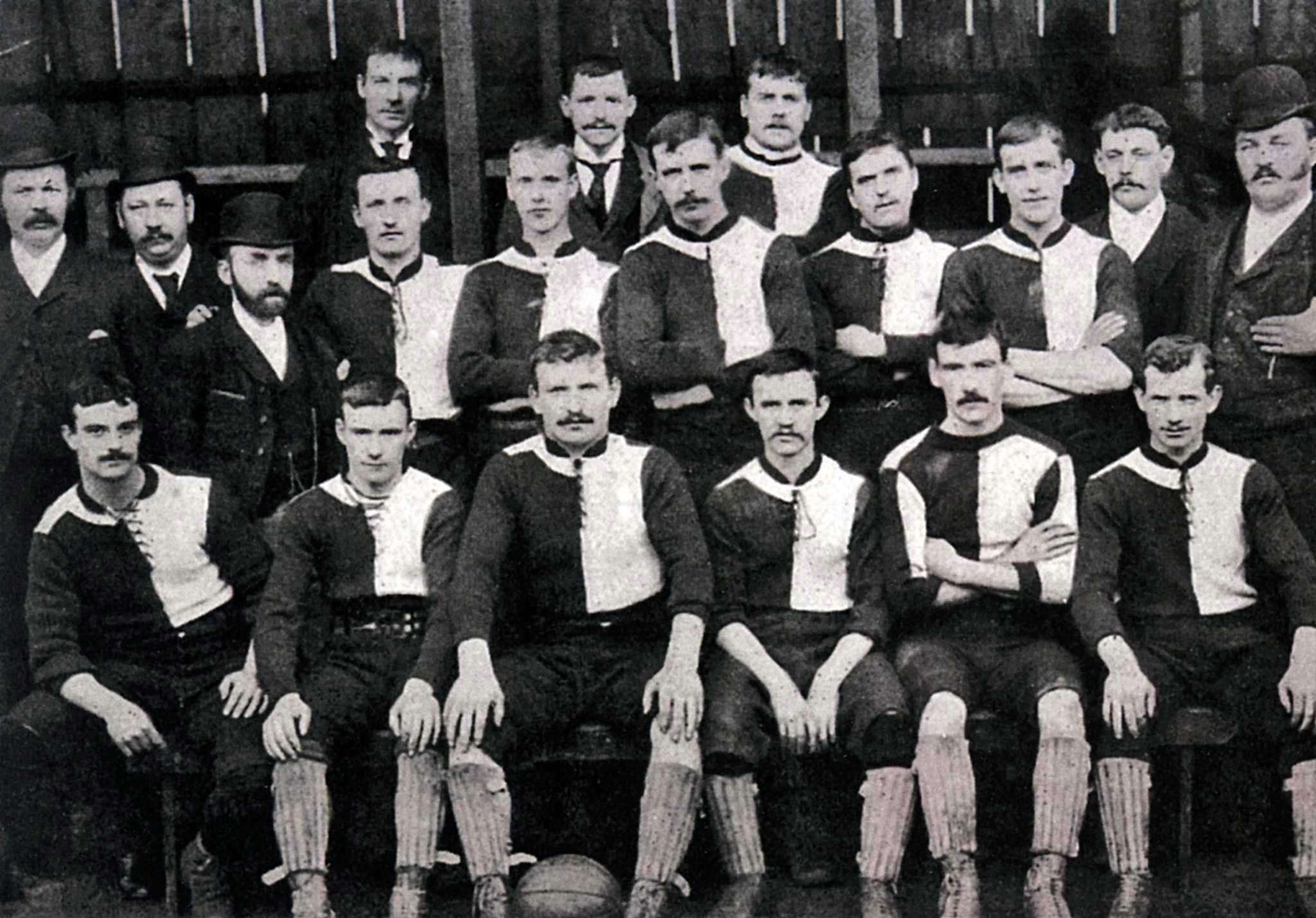
Đội bóng Newton Heath mùa giải 1892-1893.

Manchester United được thành lập năm 1878, mặc dù dưới một cái tên hoàn toàn khác – Newton Heath LYR (Công ty Đường sắt Lancashire và Yorkshire).
Một chút hoài nghi về ảnh hưởng của mình đối với cuộc chơi trong nước, thậm chí trên thế giới, những người công nhân trong khu đường sắt tại Newton Heath chỉ muốn hưởng thụ niềm đam mê của mình qua những trận đấu với đội bóng của những bộ phận khác của công ty đường sắt Lancashire và Yorkshire hay những công ty đường sắt khác.
Thật ra, khi Liên đoàn bóng đá Anh được thành lập năm 1888, Newton Heath không nghĩ rằng họ đủ khả năng để trở thành những thành viên sáng lập như những câu lạc bộ khác trong đó có Blackburn Rovers và Preston North End. Thay vào đó họ đã chờ đến năm 1892 mới bắt đầu bước vào cuộc chơi. Tuy nhiên, họ bắt đầu mùa bóng đầu tiên thật tệ hại, đứng cuối bảng và phải đá trận play-off với Small Heath (nay là Birmingham City) để trụ lại.
Những năm sau đó, Newton Heath gặp rất nhiều khó khăn về tài chính, thậm chí khi bắt đầu bước vào thế kỷ 20, họ đã dự định giải thể đội bóng. Tuy nhiên, một ông chủ nhà máy bia ở địa phương, John Henry Davies, đã đứng ra cứu câu lạc bộ. Chuyện kể rằng John Henry Davies chỉ biết về tình hình khó khăn của đội bóng khi ông bắt gặp một con chó của đội trưởng Newton Heath, Harry Stafford.
Davies quyết định đầu tư vào đội bóng chỉ với mong muốn được điều hành nó. Điều này đã dẫn đến việc thay đổi tên của đội bóng, sau một vài lựa chọn như Manchester Central và Manchester Celtic bị từ chối, cái tên Manchester United đã ra đời vào cuối tháng 4 đầu tháng 5 năm 1902.

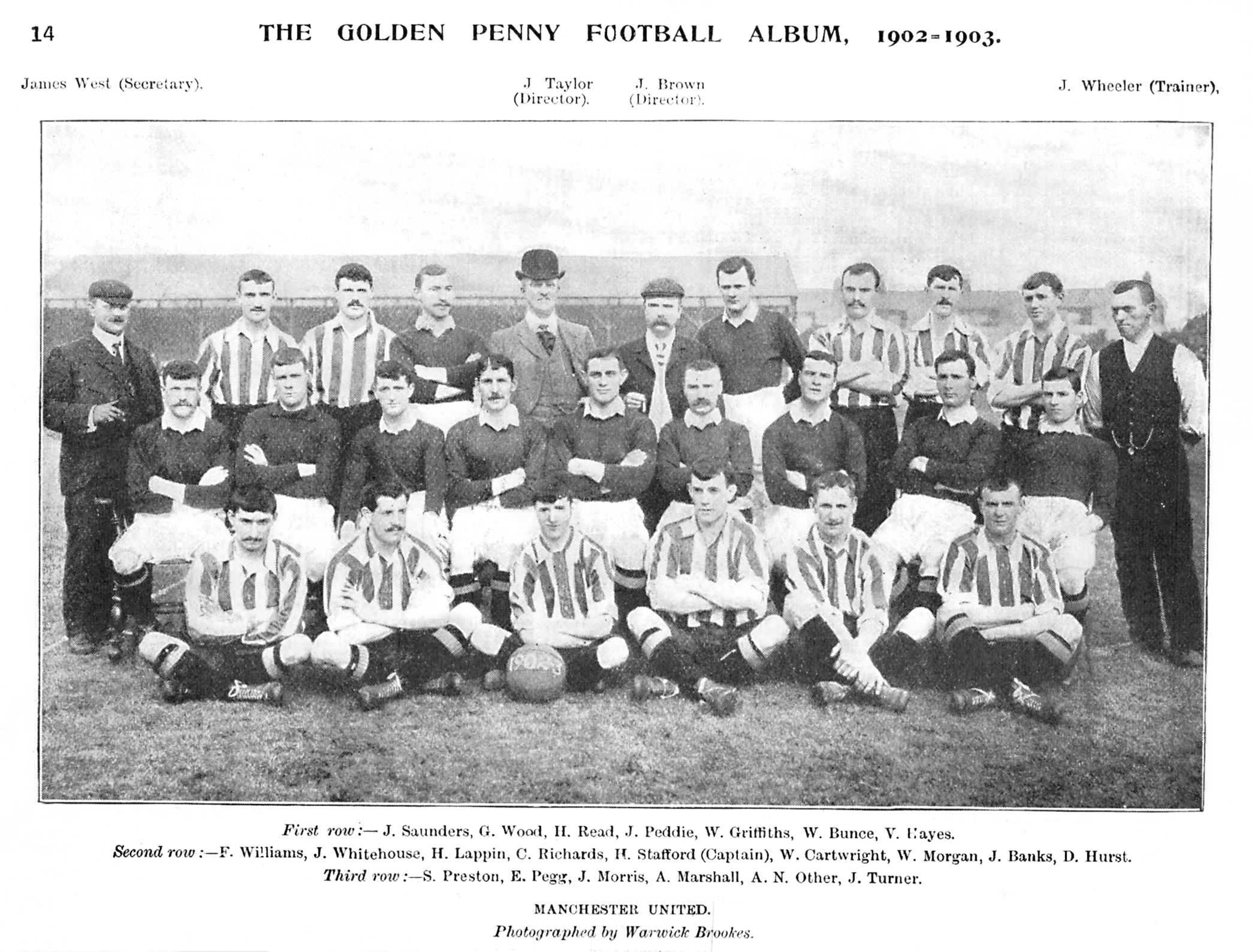
Đội Manchester United mùa giải 1902-1903 bao gồm cả áo đấu sân nhà và sân khách.

Nhân vật có ảnh hưởng tiếp theo đến với Manchester United là Ernest Mangnall, người được bổ nhiệm làm thư ký cho đội bóng vào tháng 9 năm 1903 nhưng được biết đến nhiều hơn như là huấn luyện viên đầu tiên của câu lạc bộ. Câu lạc bộ của Ernest Mangnall, cùng với những cầu thủ mới ký được như thủ môn Harry Moger và tiền đạo Charlie Sagar, đã kết thúc ở vị trí thứ ba giải hạng hai mùa giải 1903/04 và 1904/05.
Mùa giải tiếp theo, 1905/06, đã chứng tỏ là một trong những mùa giải vĩ đại nhất trong giai đoạn đầu của Manchester United. Hàng trung vệ với Dick Duckworth, Alex Bell và đội trưởng Charlie Roberts có công rất lớn khi đưa đội vào tới vòng tứ kết cúp FA, nhưng quan trọng hơn là đội bóng đã kết thúc mùa giải với vị trí thứ hai giải hạng hai. 12 năm sau khi bị xuống hạng, Manchester United đã giành lại được vị trí của mình trong nhóm đầu.

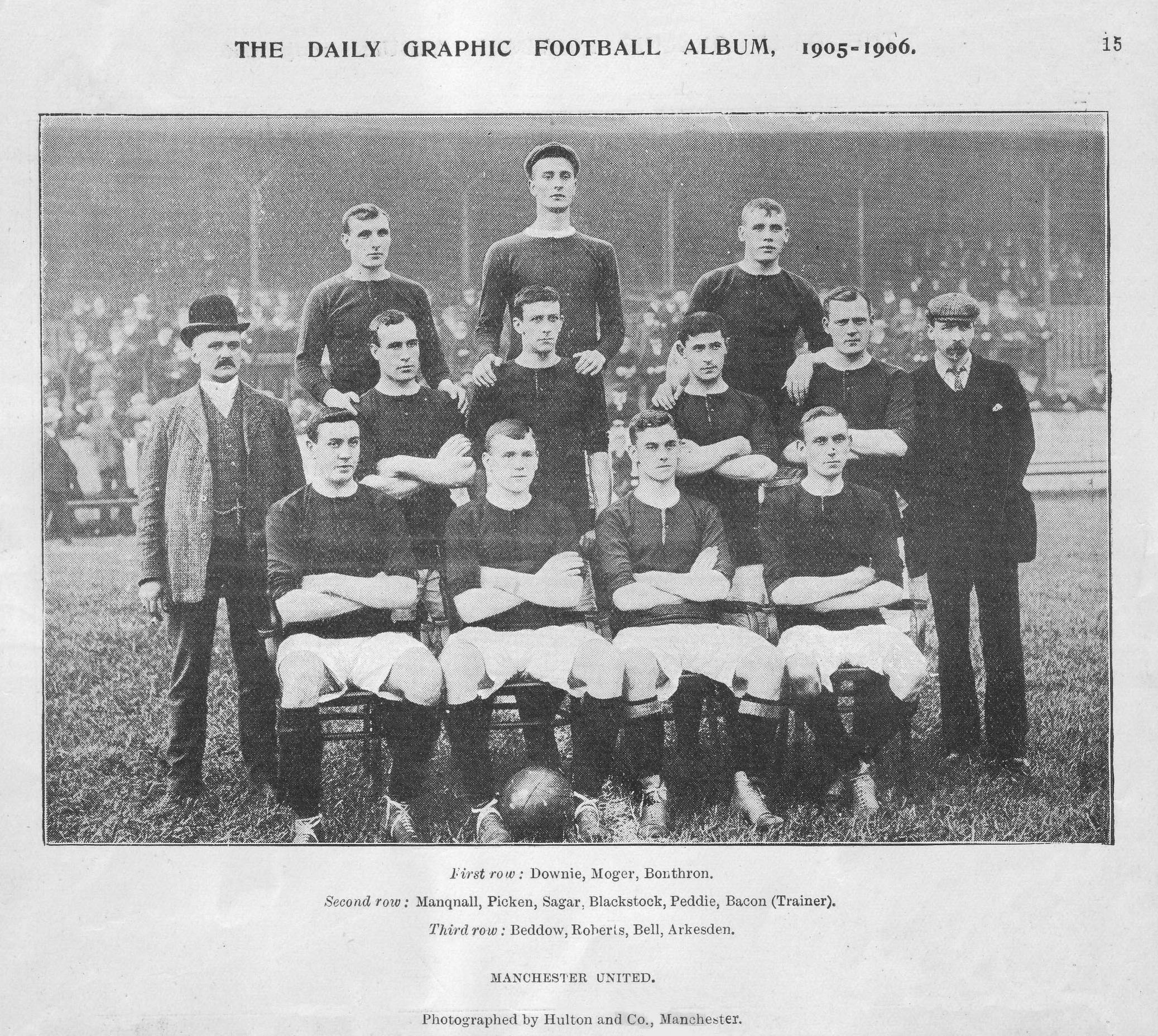
Đội Manchester United mùa giải 1905-1906

Để chào mừng chiến thắng trở lại giải hạng nhất, Mangnall đã ký hợp đồng với Billy Meredith từ đối thủ kình định cùng thành phố Manchester City. Còn được đặt biệt danh là Phù thủy Xứ Uên, Meredith đã từng dính vào một vụ sì-căng-đan bán độ tại Manchester City và bị đưa ra bán đấu giá cùng với 17 cầu thủ khác. Mangnall nhanh chóng quyết định và đã có được chữ ký của Meredith trước khi cuộc đấu giá bắt đầu.
Sự gia nhập của cầu thủ chạy cánh này đã mang lại cảm hứng cho toàn đội – Meredith đã kiến thiết vô số bàn thắng cho Sandy Turnbull trong mùa giải 1907/08 khi Manchester United đoạt chức Vô địch Giải bóng đá Anh (Football League Championship) lần đầu tiên.
Là nhà vô địch, năm 1908 Manchester United đã chơi trận đấu tranh cúp Charity Shield lần đầu tiên trong lịch sử của mình. Họ đã đánh bại đội đoạt cúp FA, Queen Park Rangers với tỷ số 4-0 nhờ vào một cú hat-trick của cầu thủ cùng họ với Sandy, Jimmy Turnbull.
Danh hiệu thứ ba được bổ sung vào bảng danh dự của câu lạc bộ là cúp FA, tại cuối mùa giải khốc liệt năm 1909. Manchester United đánh bại Bristol City 1-0 trong trận chung kết với bàn thắng của Sandy Turnbull.
Và như vậy chương đầu tiên trong lịch sử câu lạc bộ đã kết thúc trong tiếng tăm lừng lẫy, hứa hẹn nhiều thành tích hơn nữa trong giai đoạn tiếp theo, trong đó có việc chuyển sang một sân vận động mới, một thánh địa bất diệt đã ra đời – Old Trafford.

## Giai Đoạn 1910-1919
Bắt đầu từ mùa bóng năm 1909/10, sân Old Trafford đã chính thức bước vào bản đồ của bóng đá thế giới. Mảnh đất nơi xây sân vận động được Công ty Bia Manchester (Chủ công ty là John Henry Davies) mua và cho câu lạc bộ thuê. Đích thân Davies tự bỏ tiền ra để xây dựng sân vận động Old Trafford, công việc xây dựng bắt đầu từ năm 1908 dưới sự giám sát của một kiến trúc sư lừng danh là Archibald Leitch.
Trận đấu đầu tiên của Manchester United tại Old Trafford diễn ra vào ngày 19 tháng 2 năm 1910. Đáng tiếc, tại trận ra quân này, đội chủ nhà đã thua 3-4 trước vị khách đầu tiên của sân Old Trafford là Liverpool, nhưng sân vận động đã đón tiếp thành công 80.000 khán giả. Hai ngày trước đó, khung gỗ cũ kỹ của sân Bank Street (sân vận động cũ của Manchester United) đã bị gãy vì gió – càng chứng minh rằng, có lẽ, Manchester United cần phải có một ngôi nhà mới xứng đáng với tầm vóc lịch sử của câu lạc bộ.
Quả thực, Manchester United đã đăng quang ngôi vô địch Giải bóng đá Anh lần thứ hai trong lịch sự của mình tại mùa bóng 1910/1911 tràn ắp khán giả tại sân Old Trafford. Họ đã chính thức đoạt ngôi vô địch trên sân nhà vào trận cuối cùng của mùa bóng khi đánh bại Sunderland 5-1 trong đó Harold Halse ghi được hai bàn.
Halse không phải là người hùng ghi bàn duy nhất của Manchester United trong mùa giải vô địch lần thứ hai này. Một người hùng khác là tiền đạo lãng tử Enoch ‘Knocker’ West, người đã ghi 19 bàn thắng trong suốt mùa giải đó. Manchester United cũng đã đoạt nốt Cúp Charity Shield khi vùi dập Swindon Town với tỷ số 8-4, một lần nữa Halse lại ghi danh mình trong trận đấu này với những 6 bàn thắng.
Mặc dù với những kỳ công như vậy, Manchester United đã không thể duy trì mạch chiến thắng của mình và đến mùa giải 1911/12, nhà đương kim vô địch đã kết thúc với vị trí đáng thất vọng, thứ mười ba trong bảng xếp hạng. Huấn luyện viên kiêm thư ký Ernest Mangnall quá chán nản trước những lời chỉ trích nặng nề của giới hâm mộ đã từ chức và đã gia nhập Manchester City, người láng giềng và cũng là kẻ kình địch của Manchester United.

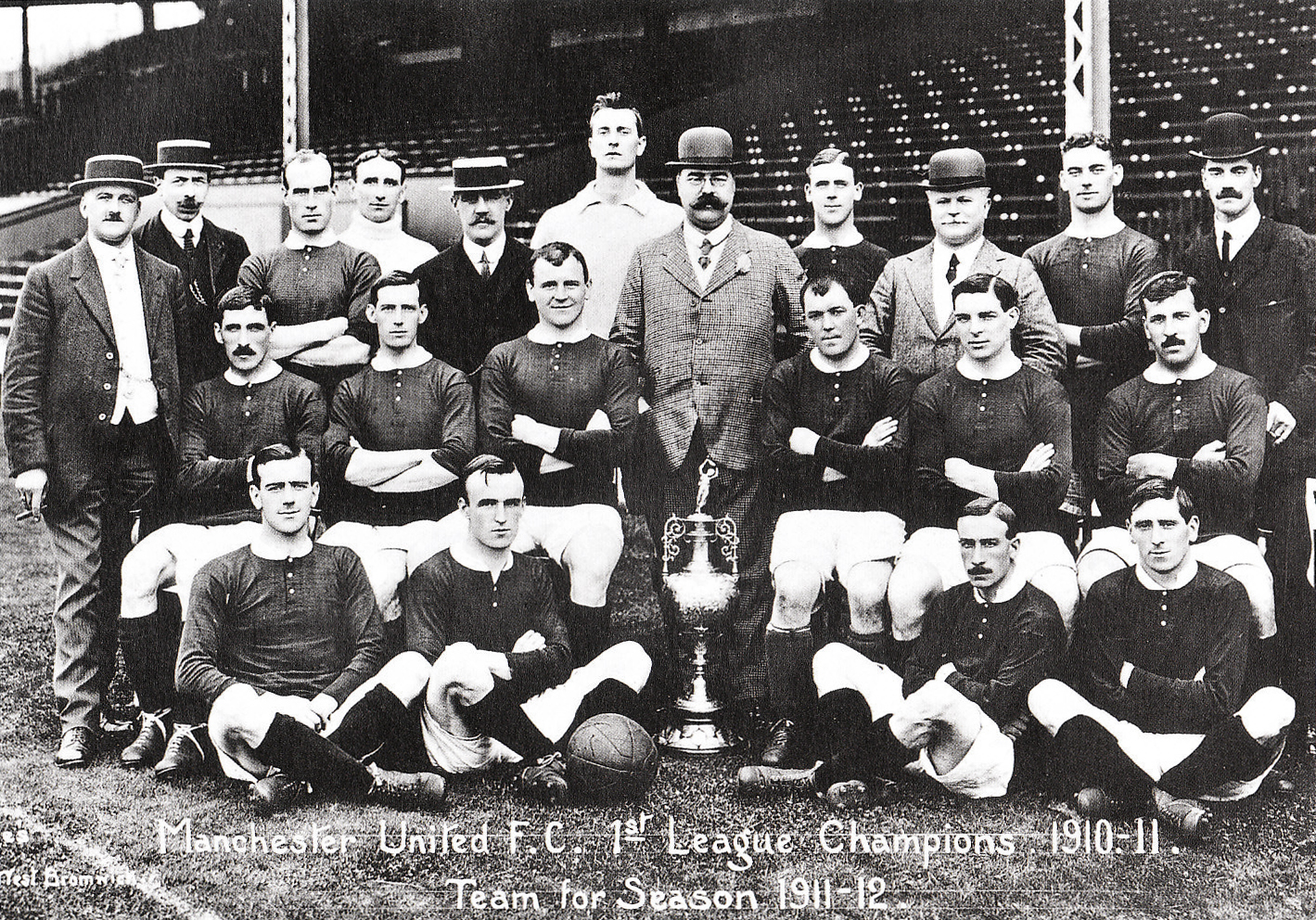
Đội Manchester United mùa giải 1911-1912 cùng với chiếc Cup.

Việc tìm kiếm người kế nhiệm Mangnall chỉ chấm dứt khi JJ Bentley, chủ tịch của Giải bóng đá Anh đồng ý lãnh đạo đội. Dưới sự chỉ đạo của JJ Bentley, những con Quỷ Đỏ đã dần lấy lại được phong độ của mình và kết thúc mùa giải 1912/13 với vị trí thứ tư.

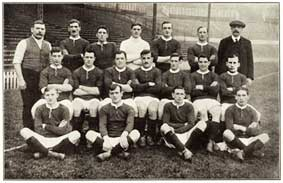
Đội Manchester United mùa giải 1913–14 – Ông 'Welsh Wizard', Billy Meredith, ở bên trái.

Mùa bóng 1913/14 là giai đoạn chuyển giao thế hệ, sau khi bán Charlie Roberts và Alex Bell sang Oldham và Blackburn. Manchester United đã lại quay trở về vị trí thứ mười bốn trong bảng xếp hạng, tuy nhiên còn được một chút an ủi khi tiền đạo West của câu lạc bộ lần thứ ba liên tiếp đoạt danh hiệu vua phá lưới của giải.
Chiến dịch mùa bóng 1914/15 đánh dấu một bước thay đổi trong quản lý đội bóng – tháng 12 năm 1914, lần đầu tiên vai trò của huấn luyện viên và thư ký đã được tách rời ra. Bentley trở thành thư ký chuyên trách và John Robson được chỉ định là huấn luyện viên chịu trách nhiệm lựa chọn đội hình.
Đáng tiếc, đội bóng của Robson chỉ còn là cái bóng của Manchester United lừng lẫy trong thập kỷ trước, chỉ còn George Stacey, Billy Meredith, Sandy Turnbull và George Wall trong đội hình đã giành Cúp FA năm 1909 Cup. Không có gì ngạc nhiên, câu lạc bộ đã gặp rất nhiều khó khăn, và mùa bóng 1914/15 đó, Manchester United chỉ cách khu vực xuống hạng có đúng một điểm kết thúc mùa giải. Như sát thêm muối vào vết thương của Manchester United, câu lạc bộ Manchester City của Mangnall đã kết thúc mùa giải với vị trí thứ năm, trên mười ba bậc so với Manchester United.
Trước khi Manchester United có thể đưa ra một kế hoạch phục hồi, sự bùng nổ của chiến tranh thế giới thứ nhất đã bóng đá ra khỏi mối quan tâm của người dân. Giải vô địch Anh bị tạm ngừng, các câu lạc bộ chỉ còn tìm cách duy trì hoạt động qua những giải đấu trong từng vùng.
Manchester United đã chơi tại giải đấu Lancashire Prinicipal và Subsidiary trong bốn mùa giải, những đó cũng không phải là những cuộc vui, sự đói nghèo kết hợp với việc hai cầu thủ của đội bóng tham gia bán độ trong một trận đấu. Enoch West bị cấm chơi bóng suốt đời, Sandy Turnbull gia nhập tiểu đoàn các cầu thủ bóng đá tham gia chiến tranh.
Turnbull bị giết trong một trận chiến tại Pháp tháng 5 năm 1917, với cái chết bi thảm của Turnbull, Manchester United quay trở lại Giải vô địch Anh năm 1919/20 với đội hình không còn một người hùng nào trong giai đoạn đầu tiên của câu lạc bộ.

## Giai Đoạn 1920-1929
Sau bốn năm tạm hoãn vì Chiến tranh thế giới lần thứ nhất, Manchester United quay trở lại Giải vô địch Anh (League football) ngày 30 tháng 8 năm 1919. Trong trận đấu đầu tiên với Derby County, Manchester United ra quân với nhiều gương mặt mới - thực tế chỉ có đúng hai cầu thủ đã từng chơi cho Manchester United vào cuối mùa giải năm 1914/15.
Tuy Billy Meredith vẫn ở lại Old Trafford nhưng ông đã bước sang nửa bên kia của sự nghiệp sân cỏ lừng lẫy của mình tại Old Trafford. Billy Meredith chỉ ra sân thi đấu 19 trận trong mùa giải 1919/20 khi Manchester United kết thúc ở vị trí thứ 12. Một người hùng mới của Manchester United xuất hiện, đó là Joe Spence cầu thủ ghi nhiều bàn thắng nhất cho đội với 14 bàn. Joe Spence một lần nữa là cầu thủ ghi nhiều bàn thắng nhất trong mùa giải 1920/21, nhưng lần này thì chỉ với một nửa số bàn thắng ở mùa bóng trước khi United kết thúc mùa giải với vị trí thứ 13.
Huấn luyện viên John Robson sau mùa giải thất bại đó đã rời câu lạc bộ và được thay thế bởi John Chapman, người đã áp dụng trở lại vai trò kép thư ký/huấn luyện viên. Trong khi đó, cựu huấn luyện viên Ernest Mangnall tiếp tục sự nghiệp với Manchester City, khi câu lạc bộ này chuyển sang một sân vận động mới, sân Maine Road.
Mangnall cũng ký lại hợp đồng với Billy Meredith cho Manchester City, việc ra đi của Billy Meredith có lẽ không phải là sự trùng hợp ngẫu nhiên khi mà Manchester United đã phải xuống hạng trong mùa bóng đầu tiên không có Billy Meredith, Manchester United chỉ thắng được 8 trong tổng sô 42 trận đấu trong mùa giải 1921/22.
Đội hình của Chapman chơi tại giải hạng hai đã không còn bất kỳ một ngôi sao nào và không thể thăng hạng ở hai mùa bóng sau đó (1922/23 và 1923/24). Đến mùa giải 1924/25, thủ lĩnh trên sân cỏ khi đó của Manchester United, Frank Barson, cuối cùng đã giúp đội bóng cải thiện lối chơi và giúp đội bóng lên hạng khi kết thúc giải ở vị trí thứ 2 sau Leicester City và chỉ thua đúng 8 trận trong suốt mùa giải.
Mùa giải 1925/26 sau khi trở về với giải hạng nhất Manchester United đã giành được vị trí thứ chín. Đội bóng của Chapman cũng có một cuộc đua tuyệt với tại Cúp FA năm đó, tuy nhiên họ phải dừng bước tại vòng bán kết khi bị Manchester City đánh bại với tỷ số 3-0 tại Bramall Lane. May mắn của Manchester City cũng kéo dài không lâu khi họ không những thua trong trận chung kết Cúp FA (thua 0-1 trước Bolton) mà còn bị xuống hạng trong mùa bóng đó.
Không phải rằng vì thế mà các cổ động viên của Manchester United có thể cười vào mặt đội bóng cùng thành phố. Hai tháng sau khi bước vào mùa giải 1926/27, Manchester United đã gặp rắc rối khi FA cấm John Chapman điều hành đội bóng với hiệu lực ngay tức khắc, những lý do của việc cấm này đến nay vẫn không được FA tiết lộ. Tiền đạo cánh Clarence Hilditch đành phải tiếp quản với vai trò vừa là cầu thủ vừa là huấn luyện viên trong khi câu lạc bộ đang tìm kiếm một người mới, nhưng cũng chính vì phải kiêm nhiệm nên Clarence Hilditch đã do dự không dám chọn mình vào thành phần thi đấu và kết quả Manchester United đã phải chịu nhiều thất bại trong mùa giải này.
Người kế nghiệp của Chapman, Herbert Bamlett, đã đến với câu lạc bộ vào cuối mùa giải. Các cổ động viên của Manchester United đã từng biết đến Herbert Bamlett khi ông là trọng tài đã hoãn trận tứ kết Cúp FA của Manchester United tại Burnley năm 1909, khi đội đang bị dẫn 0-1 trong một trận bão tuyết. Sau đó, Manchester United với sự xuất sắc của Charlie Roberts đã thắng trong trận đá lại và đoạt Cúp FA năm đó!
Đáng buồn là Bamlett không mang lại bất kỳ một ảnh hưởng nào đến thành công của Manchester United trong vai trò một huấn luyện viên. Đội bóng từ từ trượt dốc và kết thúc mùa bóng 1926/27 và 1927/28 ở các vị trí đáng hổ thẹn, thứ 15 và 18 và chỉ có thể phục hồi một chút uy thế của mình khi đứng thứ 12 tại mùa giải năm 1928/29. Joe Spence tiếp tục ghi bàn nhưng ông đã không thể ngăn cản sự xuống dốc không phanh của Manchester United.

## Giai đoạn 1930-1945
Sự suy tàn của United bắt đầu ở thập niên 1930 kế tiếp sau một chuỗi thất bại tồi tệ ở thập niên 1920.Manchester United kế thúc ở vị trí thứ 14 trong mùa giải 1929/1930, đã làm chất đầy sự lo lắng tới người hâm mộ.
Nỗi lo lắng của họ đã thành sự thật trong mùa giải tiếp theo, khi Man utd bắt đầu sự tồi tệ nhất trong lịch sử bằng 12 trận thua đầu tiên trong một giải đấu. Một tá trận thua bao gồm cả hai thảm họa trên sân Old Trafford,6-0 bởi Huddersfield Town và sau đó là 7-4 trước NewCastle United. Mùa giải đã bắt đầu vào tháng 12 trước khi đội bóng của Herbert Bamlett kiếm được điểm đầu tiên bằng chiến thắng 2-0 trên sân nhà trước Birmingham City.
United thậm chí để thua 27 trong tổng số 42 trận của giải 1930/1931 và để thủng lưới 115 bàn. Sự xuống hạng của United đã làm cho Bamlett đầu hàng và thứ ký Walter Crickmer phải đứng ra để thay đổi mọi vấn đề của đội. Tuy nhiên đã không có sự đổi mới nào ngay lập tức và cũng không đáng ngạc nhiên khi họ bị thua hai trận mở đầu ở giải hạng 2, mùa giải 1931/1932.
Lòng kiên nhẫn của các cổ động viên được thử thách và nhiều người trong số họ đã không đủ kiên nhẫn để xem United chơi bóng trên sân vận động - chỉ có khoảng gần 3,507 fan tới xem trận đấu mở đầu mùa giải. Cũng như đội bóng ngày càng đi xuống thì mối quan hệ với người hâm mộ cũng trở nên xấu hơn. Bước vào tháng 12, câu lạc bộ không có tiền để trả lương cho các cầu thủ.Sự phá sản đã sắp thành sự thật.
Một vị cứu tinh đã đến rất đúng lúc, ông là James Gibson một chủ nhà máy sản xuất đồng phục cho quân đội. Ông đầu tư vào câu lạc bộ £300,000 để trả lương và bắt đầu kế hoạch đưa câu lạc bộ trở lại vị trí xứng đáng. James mời một huấn luyện viên mới Scott Ducan người đã được đưa một số tiền để sử dụng cuộc cách cải tổ tuy nhiên Ducan đã không dùng nhiều đến chúng.
Sự tồi tệ tiếp tục dưới "triều đại" của Duncan 1933/1934 khi United đứng trên bề vực xuống chơi ở giải hạng 3 lần đầu tiên trong lịch sử của chính mình. May thay "sự sống sót" đã rõ ràng hơn hết vào cuối mùa bóng khi có trận thắng 2-0 do công của Tom Manley và Jack Cape đồng thời loại trực tiếp đối thủ Millwall ra khỏi giải đấu. Trong cùng tuần lễ đó Man city đã giành được cúp F.A với một người đàn ông có cái tên Matt Busby.
MU kết thúc mùa giải 1934/1935 ở vị trí thứ 5 và sau đó vào mùa bóng 1835. 1936 họ dường như đã tìm lại được chính mình khi không để thua trong suốt 19 trận và càng đảm bảo trở thành nhà vô địch giải hạng 2 với chiến thắng 3-2 trước Bury tại Gigg Lane cảm ơn những bàn thắng được ghi do công của Manley và George Mutch.
Mùa giải kết thúc ở giải hạng 2 và có lẽ United sẽ tiếp tục có phong độ tốt khi họ trở lại hạng nhất nhưng đến gần Lễ Giáng Sinh, họ mới có bốn trận thắng bao gồm cả trận đấu vào ngày giáng sinh... Chỉ có 10 trận thắng trong toàn mùa bóng kể từ khi quay lại giải bóng đỉnh cao nhất nước Anh, điều đó thật tồi tệ. Ngược lại City đang chễm chệ trên ngôi đầu bảng. Sự xuống dốc của United bao gồm cả sự có mặt của Walter Winterbottom, người mà không lâu sau làm huấn luyện viên cho đội U16 nước Anh và được phong "Hiệp Sĩ".
Trong mùa giải tiếp theo MU có bước thụt lùi khi Scott Duncan thừa nhận có một vài sự cho nợ khi ông rời câu lạc bộ đến Ipswich Town vào tháng 12 năm 1937. Walter Crickmer một lần nữa đã sẵn sàng đứng ra để trở thành một huấn luyện viên tạm thời của United.
Việc làm nổi bật nhất dưới sự lãnh đạo của Duncan và Crickmer là đào tạo ra Johnny Carey người sau này được thừa nhận như một hậu vệ hay nhất trong lịch sử bóng đá.Chơi 32 trận và ghi 6 bàn,Carey giúp United trụ hạng thành công,khi kết thúc mùa bóng ở vị trí thứ 14 trong khi đó Man City đang có sự xuống dốc tồi tệ!không có nhiều thời gian để hả hê,tuy nhiên giải đấu đã phải tạm hoãn một vài năm do chiến tranh đã bùng nổ.
Thế chiến lần 2 nổ ra đã đẩy lùi bóng đá ra khỏi suy nghĩ của mọi người suốt giữa những năm từ 1939 đến 1946. Nhưng thậm chí khi giải đấu vắng bóng, Old Trafford vẫn được chăm sóc một cách cẩn thận.
Vào ngày 11/3/1941, sân vận động đã bị trúng bom trong suốt thời kì Quốc xã Đức tấn công. Sự tấn công đó đã phá hủy toàn bộ khán đài chính,phòng thay đồ của cầu thủ và những phòng chuyên dùng.. Sự tàn phá đó là một điều gây xúc động mạnh nhưng sự lạc quan đã đến ngay sau đó không lâu.
Một người đàn ông đã gia nhập vào Manchester United, người được coi là quan trọng nhất trong lịch sử của câu lạc bộ Manchester United - Matt Busby, Cựu cầu thủ của Manchester City và Liverpool.Ông đến "Quỷ đỏ" vào năm 1945 với một bản hợp đồng ngắn hạn 5 năm nhưng không ai có thể ngờ, ông là huấn luyện viên của Manchester United suốt 25 năm sau đó.
Busby không mất nhiều thời gian để xây dựng đội hình cũng như thể hiện trình độ của mình,biến đổi một vài vị trí trong đó có cả những cầu thủ được coi là quan trọng trước đó. Ông cũng đã kiếm "bộ năm tiền đạo nổi tiếng" khi mua họ về trong cùng một thời điểm:Jimmy Delaney,Stan Pearson,Jack Rowley, Charlie Mitten và Johnny Morris.
Tuy nhiên chữ ký quan trọng nhất mà Busby có được không phải là một huấn luyện viên mà là một trợ lý huấn luyện viên, người mà ông đã gặp trong suốt chiến tranh và được nhận định như một cánh tay phải hoàn hảo, Jimmy Murphy. Bộ đôi này đã cùng nhau hướng tới mục tiêu đưa United trở thành một quyền lực của bóng đá Thế giới.